# Цейтин, Григорий Самуилович
Григорий Самуилович Цейтин (15 ноября 1936 года, Ленинград — 27 августа 2022 года, Кэмпбелл, Калифорния, США) — советский и американский учёный в области математики и информатики. Занимался проблемами конструктивной математики, логики высказываний, теории групп и математической лингвистики.

## Биография
В 1956 году окончил математико-механический факультет ЛГУ (ныне СПбГУ) и в дальнейшем работал в НИИ математики и механики (НИИММ) ЛГУ. С 1960 года кандидат физико-математических наук ЛГУ, тема диссертации «Алгорифмические операторы в конструктивных метрических пространствах». Доктор физико-математических наук (1968). С 1970 по 2000 год — заведующий лабораторией математической лингвистики (ныне Лаборатория интеллектуальных систем) в НИИММ ЛГУ.
Также Цейтин был одним из создателей и основных преподавателей Юношеской математической школы при математико-механическом факультете ЛГУ.
Цейтин переехал в США в 1990-х годах. В 2000—2009 годах работал в IBM, в 2009— 2013 годах работал научным сотрудником в Стэнфордском университете.
В 2006 году Цейтин был признан почётным членом (англ. Distinguished Member) Ассоциации вычислительной техники.
Цейтин — эсперантист. В 2017—2020 годах он являлся секретарём Региональной Организации Эсперанто в Сан-Франциско (англ. San Francisco Esperanto Regional Organization, SFERO).

## Научные достижения
В 1956 году Цейтин привёл пример полугруппы, для которой нет алгоритма, распознающего равенство слов — такие полугруппы были названы полугруппами Цейтина.
В 1968 году Цейтин разработал алгоритм приведения формул логики высказываний к КНФ, названный преобразованием Цейтина.
Цейтин внёс свой вклад в разработку языка программирования Aлгол 68 и его реализации для ЕС ЭВМ.